# Slesse Park
Slesse Park är en ort i Kanada.   Den ligger i provinsen British Columbia, i den södra delen av landet, 3 500 km väster om huvudstaden Ottawa. Slesse Park ligger 159 meter över havet och antalet invånare är 238.
Terrängen runt Slesse Park är bergig åt sydost, men åt nordväst är den kuperad. Slesse Park ligger nere i en dal. Närmaste större samhälle är Chilliwack, 13,4 km nordväst om Slesse Park.
I omgivningarna runt Slesse Park växer i huvudsak barrskog. Runt Slesse Park är det mycket glesbefolkat, med 4 invånare per kvadratkilometer.